# Pablo de Santis
Pour les articles homonymes, voir De Santis.
Pablo de Santis, né le 27 février 1963 à Buenos Aires, est un écrivain, journaliste et scénariste argentin, également scénariste de bande dessinée et auteur de plusieurs romans policiers.

## Biographie
Pablo de Santis fait des études supérieures en littérature à l'université de Buenos Aires, puis travaille comme journaliste et écrivain humoristique.
En 1987, il publie son premier roman, El palacio de la noche. Il donne ensuite une dizaine d'ouvrages pour les adolescents et plusieurs romans policiers où l'atmosphère est souvent empreinte de surnaturel, dont La Traduction (La traducción, 1997), Le Cercle des douze (El enigma de París, 2007) et Crimes et Jardins (Crímenes y Jardines, 2013). Le roman La Soif primordiale (Los anticuarios, 2010) appartient résolument à la littérature fantastique. Son roman El inventor de juegos a été adapté au cinéma en 2014 sous le titre The Games Maker. Le film a été réalisé par Juan Pablo Buscarini. 
Il écrit en 1995 le scénario de la bande dessinée Rompecabezas, qui regroupe quelques-unes des caricatures dessinées avec l'illustrateur Max Cachimba pour le magazine Fierro, dont il est rédacteur en chef. En outre, il dirigé la collection Enedé, consacrée aux classiques de la bande dessinée argentine. Il a également fait paraître plusieurs essais sur la bande dessinée.
Pour la télévision, il écrit quelques scénarios et il est l'auteur de la mini-série Bajamar.
En 2014, il publie Trasnoche, un roman qui renoue avec la veine fantastique dans une tonalité plus sombre afin d'explorer les zones d'ombre de la vie quotidienne.

## Œuvre

### Romans

#### SérieJuego
- El inventor de juegos (2003)
- El juego del laberinto (2011)

#### Autres romans
- El palacio de la noche (1987)
- La traducción (1997) Publié en français sous le titre La Traduction, traduit par René Solis, Paris, Éditions Métaillé, coll. « Bibliothèque hispano-américaine », 2000, 153 p.  (ISBN 2-86424-348-2)
- Filosofía y Letras (1998)
- El teatro de la memoria (2000) Publié en français sous le titre Le Théâtre de la mémoire, traduit par René Solis, Paris, Éditions Métaillé, coll. « Bibliothèque hispano-américaine », 2002, 153 p.  (ISBN 2-86424-435-7)
- El calígrafo de Voltaire (2001) Publié en français sous le titre Le Calligraphe de Voltaire, traduit par René Solis, Paris, Éditions Métaillé, coll. « Bibliothèque hispano-américaine », 2004, 178 p.  (ISBN 2-86424-510-8)
- La sexta lámpara (2005)
- El enigma de París (2007) Publié en français sous le titre Le Cercle des douze, traduit par René Solis, Paris, éditions Métaillé, coll. « Bibliothèque hispano-américaine », 2009, 270 p. prix Planeta-Casa de America 2007 (ISBN 978-2-86424-692-3)[2]
- Los anticuarios (2010) Publié en français sous le titre La Soif primordiale, traduit par François Gaudry, Paris, éditions Métaillé, coll. « Bibliothèque hispano-américaine », 2012, 245 p.  (ISBN 978-2-86424-854-5)[3],[4] ; réédition, Paris, Gallimard, Folio SF no 489, 2014  (ISBN 978-2-07-045529-4)
- Crímenes y Jardines (2013) Publié en français sous le titre Crimes et Jardins, traduit par François Gaudry, Paris, éditions Métaillé, coll. « Bibliothèque hispano-américaine », 2014, 261 p.  (ISBN 979-10-226-0081-1)
- Trasnoche (2014)
- La hija del criptografo (2017) Publié en français aux éditions Métaillé sous le titre La fille du Cryptographe, 2018

#### Autres publications
- Historieta y política en los 80: La Argentina ilustrada (1992)
- Lucas Lenz y el Museo del Universo (1992)
- La sombra del dinosaurio (1992), illustrations de Fabián Slongo
- Astronauta solo (1993), en collaboration avec l'illustrateur Max Cachimba
- El último espía (1993)
- Pesadilla para hackers (1992), illustrations de Pez
- Transilvania express. Guía de vampiros y de monstruos (1994)
- Rico Tipo y las chicas de Divito (1995)
- Las plantas carnívoras (1995)
- Rompecabezas (1995), en collaboration avec l'illustrateur Max Cachimba
- Enciclopedia en la hoguera (1995), en collaboration avec l'illustrateur Max Cachimba
- Invenciones argentinas. Guía de las cosas que nunca existieron (1995)
- Páginas mezcladas (1997), en collaboration avec l'illustrateur Max Cachimba
- La historieta en la edad de la razón (1998)
- Rey secreto (2005), en collaboration avec l'illustrateur Max Cachimba
- Lucas Lenz y la mano del emperador (2006)
- El buscador de finales (2008)
- Desde el ojo del pez (2008)
- El Hipnotizador (2009), dessins de Juan Saenz Valiente  Publié en français sous le titre L'Hypnotiseur, dessin de Juan Saenz Valiente, traduit par Andrea Beyhaut, Paris, Bruxelles, Éditions Casterman, 2009, 72 p.  (ISBN 978-2-203-02962-0)

## Adaptation
- 2014 : The Games Maker, film italo-canado- argentin réalisé Juan Pablo Buscarini, d'après le roman El inventor de juegos (2003), avec Joseph Fiennes